# Arrondissement di Bonneville
L'arrondissement di Bonneville è un arrondissement dipartimentale della Francia situato nel dipartimento dell'Alta Savoia, nella regione dell'Alvernia-Rodano-Alpi.

## Storia
Fu creato nel 1860, dopo l'annessione della Savoia alla Francia.

## Composizione
L'arrondissement è composto da 61 comuni raggruppati in 10 cantoni:
- cantone di Bonneville
- cantone di Chamonix-Mont-Blanc
- cantone di Cluses
- cantone di La Roche-sur-Foron
- cantone di Saint-Gervais-les-Bains
- cantone di Saint-Jeoire
- cantone di Sallanches
- cantone di Samoëns
- cantone di Scionzier
- cantone di Taninges